# Mark Noble (Radsportler)
Mark Noble (* 23. Mai 1963 in Hannover oder in Bristol) ist ein ehemaliger britischer Radrennfahrer.

## Sportliche Laufbahn
Noble war Straßenradsportler und Bahnradsportler. Er bestritt auch Querfeldeinrennen (heutige Bezeichnung Cyclosport) und war bei Junioren für die Nationalmannschaft am Start der UCI-Weltmeisterschaften im Querfeldeinrennen.
Noble war Teilnehmer der Olympischen Sommerspiele 1984 in Los Angeles. Er bestritt mit Steve Bent, Paul Curran und Adrian Timmis die Mannschaftsverfolgung. Der britische Bahnvierer kam auf den 12. Rang. 
1983 wurde er in der nationalen Meisterschaft im Bergzeitfahren Zweiter hinter Darryl Webster. 1979 bestritt er die Internationale Friedensfahrt und wurde 74. der Gesamtwertung. Auf der Straße gewann er einige nationale Eintagesrennen, Kriterien und Einzelzeitfahren.